# Diecezja Xingu-Altamira
Diecezja Xingu-Altamira (łac. Territorialis Praelatura Xinguensis) – diecezja Kościoła rzymskokatolickiego w Brazylii. Należy do metropolii Santarém i  wchodzi w skład regionu kościelnego Norte 2. Została erygowana przez papieża Piusa XI bullą Romanus Pontifex w dniu 16 sierpnia 1934.
6 listopada 2019 podniesiona do rangi diecezji.